# Accessibilité culturelle
L’accès à la culture est un droit inscrit dans la Déclaration universelle des droits de l'homme (article 27) et dans la Convention relative aux droits des personnes handicapées (article 30).

## Définitions
L'accessibilité culturelle est l'outil conceptuel qui doit permettre d'éviter l'existence ou la création de discriminations, de barrières physiques, sensorielles[Quoi ?], mentales, sociales, financières et culturelles afin d'appliquer ce droit.
L'accessibilité culturelle englobe la diversité des contenus culturels, information, œuvres, patrimoine, culture numérique ainsi que toutes les pratiques artistiques et culturelles, amateurs et professionnelles. Elle s'applique aux lieux culturels et aux actions hors les murs, dans des espaces publics et au sein des lieux de vie des personnes en situation de handicap.
Le concept d'accessibilité culturelle génère des recherches, des savoir-faire et la création de nouveaux métiers dans divers champs d'application pour des publics spécifiques et au bénéfice de tous.